# Tropidophorus davaoensis
Tropidophorus davaoensis — вид сцинкоподібних ящірок родини сцинкових (Scincidae). Ендемік Філіппін.

## Поширення і екологія
Tropidophorus davaoensis мешкають на сході острова Мінданао на півдні Філіппінського архіпелагу, зокрема на горі Апо, а також на сусідньому острові Дінагат. Вони живуть у вологих тропічних лісах. серед каміння на берегах струмків. Зустрічаються на висоті від 600 до 1200 м над рівнем моря, переважно на висоті понад 950 м над рівнем моря.